# Samstagnacht und Sonntagmorgen
Samstagnacht und Sonntagmorgen (engl. „Saturday Night and Sunday Morning“) ist der Titel eines 1958 erschienenen Romans von Alan Sillitoe, durch den er schlagartig bekannt wurde und von dem fast eine Million Exemplare verkauft wurden. Der Roman wird der Bewegung der Angry Young Men zugeordnet und spielt im Arbeitermilieu in Nottingham im England der 1950er-Jahre. Doch er zeigt, wie sich der rebellische Protagonist in die Gesellschaft integriert, um sich fest an seine Freundin zu binden. Die britische Konsumgesellschaft der 1950er und 60er Jahre deutet sich an.
Vorlage für den Roman mit autobiographischen Zügen, der das ausschweifende Leben und Lieben eines jungen Arbeiters an den Wochenenden und die jeweils anschließende Ernüchterung beschreibt, war eine Reihe von Kurzgeschichten mit dem Titel The Adventures of Arthur Seaton.

## Handlung
Der Roman ist in zwei Kapitel unterteilt: Samstagnacht und Sonntagmorgen.

### Samstagnacht
Arthur Seaton, der Protagonist, ist Anfang zwanzig und arbeitet als Akkordarbeiter an einer Drehbank in einer Fahrradfabrik. Um aus der Monotonie der Fabrikarbeit auszubrechen und sich zu amüsieren, tut er das, was die meisten Arbeiter tun: Er geht am Wochenende in Kneipen, versäuft den Wochenlohn. So eröffnet das Buch mit einem Wetttrinken, das Arthur zu Boden streckt. Er hat Affären mit Brenda, der Ehefrau seines Arbeitskollegen und Freundes Jack, später mit Winnie, ihrer Schwester, Frau eines Soldaten. Für ihn ist dies die optimale Lösung, da eine Beziehung zu einer ungebundenen Frau auch immer das Damoklesschwert der Ehe bedeutet. Die Affäre zu Winnie fliegt auf; ihr Ehemann will Arthur verprügeln. Auch Jack ahnt nun, dass Brenda mit Arthur eine Affäre hatte und die Lage spitzt sich allmählich zu.
Arthur lernt währenddessen eine neue Frau kennen: Doreen; ungebunden, jung, hübsch, zurückhaltend. Er verbringt viel Zeit mit ihr, es entsteht eine zarte Affäre. Doch seine Vorbehalte gegenüber ungebundenen Mädchen hindern ihn, die Beziehung wirklich ernst werden zu lassen – als Arthur für einige Zeit zum Militär geht, verlieren sie sich vorerst aus den Augen. Und schließlich kommt es, wie es kommen musste, wie es Arthurs wildes und affärenreiches Leben herausforderte: Er wird von Winnies Ehemann und einem anderen Soldaten in einer Gasse überrascht und zusammengeschlagen.

### Sonntagmorgen
Arthur war im Krankenhaus und muss auch zuhause noch einige Zeit das Bett hüten, um sich zu erholen. Zeit, seine Situation, sein Leben und seine Vorstellungen und Ziele zu überdenken, um schließlich den Entschluss zu fassen, ein anderes Leben zu führen – stabiler, konstanter – und mit Doreen. Am Ende des Buches ziehen sie gemeinsam in eines der neuesten und modernsten Viertel Londons.

## Erläuterung
Sillitoe, der aus einer armen Familie aus den East Midlands stammte, wollte ursprünglich schreiben, bis er so viel Geld verdient hatte, um bald nicht mehr schreiben zu müssen. Darin teilte er das instrumentelle Verhältnis seines Helden zur Arbeit.
Die Titelwahl und die gleichnamige Benennung der Kapitel ist Sinnbild für zwei Lebensphasen. Samstagnacht steht für das stürmerisch-drängerische, freie und ungebundene, provokative Leben und Genießen-wollen der jungen Arbeiter. Die Woche über arbeitet man in der Fabrik, um das Geld zu verdienen, das man für Miete, gute Kleidung und „Freizeit“ - Frauen, Fußballgucken (in diesem Fall Notts County), Saufen, Ausgehen - braucht. Das Leben junger englischer Arbeiter lässt sich zweiteilen: die trübe, monotone Zeit in der Fabrik und das eigentliche, wilde Leben am Wochenende, das meistens in einem großen Besäufnis und anderen Vergnügungen am Samstagabend kulminiert und mit dem ruhigen Sonntagmorgen - ausschlafen, erholen, lange frühstücken, flanieren etc. - ausklingt. Sein dramatisches, fatales und durchaus auch symbolisches Ende findet das Kapitel mit der „Rache“ (dem Zusammenschlagen) an Arthur - unausgesprochene Frage: kann es so weitergehen?
Die Antwort darauf gibt Sonntagmorgen: Arthur führte sein wildes Leben voller Selbstbewusstsein und Überzeugung, Energie und Genuss. Doch er begreift, dass er dieses wilde Leben nicht ewig weiterführen möchte. Er wird besonnener, wünscht sich eine Familie und beginnt, Ruhe und eine stabile und vertraute Beziehung zu schätzen, auf denen sich ein Leben anders aufbauen lässt. Sonntagmorgen steht für Besonnenheit, für menschliche Reife, für den intellektuell-emotionalen Entwicklungsprozess eines jungen Mannes, der dabei ist, sein Leben zu gestalten und Verantwortung zu übernehmen.

## Stil
Die Sozialkritik tritt in dem dokumentarisch-realistischen, ja naturalistischen Werk, in dem es keine ideologisch geschlossene Weltsicht gibt, in den Hintergrund. Der Roman ist in legerer Alltagssprache ohne jedes Pathos und mit viel Humor verfasst. Typisch ist die Fragmentierung des Werks mit inneren Monologen, Zeitsprüngen und häufigem Schauplatzwechsel.

## Adaptionen
1960 wurde der Roman von Karel Reisz mit Albert Finney in der Rolle des Arthur Seaton verfilmt („Samstagnacht bis Sonntagmorgen“).
1964 folgte eine Bühnenadaption von David Brett für das Nottingham Playhouse. Ian McKellen hatte seinerzeit in dem Stück eine seiner ersten Hauptrollen.